# Musikjahr 1819
Liste der Musikjahre

◄◄ | ◄ | 1815 | 1816 | 1817 | 1818 | Musikjahr 1819 | 1820 | 1821 | 1822 | 1823 | ► | ►►

Weitere Ereignisse
Dieser Artikel behandelt das Musikjahr 1819.

## Instrumental und Vokalmusik (Auswahl)
- Ludwig van Beethoven: 6 Themen und Variationen für Flöte und Klavier op. 105
- Anton Reicha: Adagio für Englischhorn und Bläser-Quartett
- Andreas Romberg: Sancta Maria, Duett für zwei Soprane und Streichquartett; Gloria D-Dur für zwei Soprane und Streichquartett; Duett „Die Nacht ist dunkel, wie Israels Geschicke“ für Tenor, Bass und Streichorchester; Grabgesang, Choral, 1. Fassung für vierstimmigen Chor und Orchester; 2. Fassung für vier Solostimmen, Chor und Klavier; Kantate zum Johannesfest 1819 für zwei Tenöre, zwei Bässe, Männerchor und Orchester; Konzert für Violinen und Orchester
- Gioachino Rossini: Zwei Kantaten (Omaggio umiliato und Cantata da eseguirsi); Introduzione, tema e variazioni (Instrumentalmusik);
- Franz Schubert: Forellenquintett
- Carl Maria von Weber: Rondo für Klavier solo Aufforderung zum Tanz; Messe Nr. 2 G-Dur op. 76; Trio für Flöte, Violoncello und Klavier g-Moll op. 63; Rondo brillante Es-Dur op. 62 (Klavier); Polacca brillante E-Dur op. 72 (Klavier); Acht Stücke für Klavier zu 4 Händen op. 60

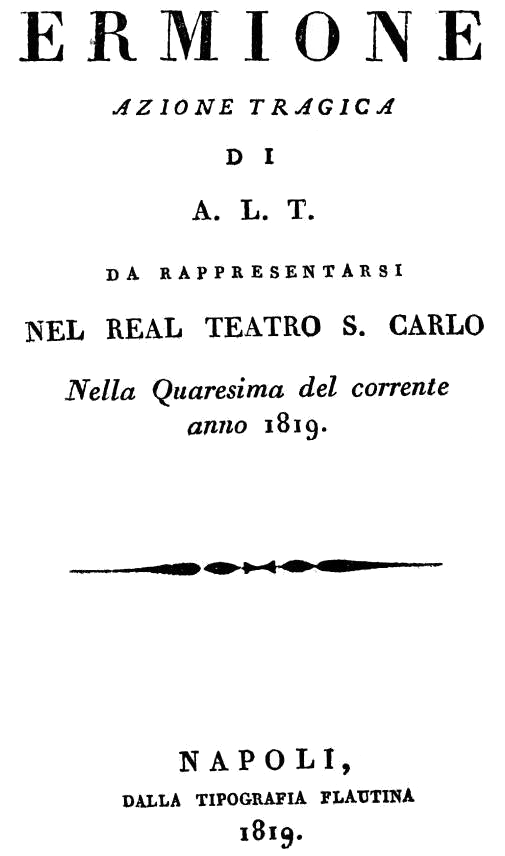
Gioachino Rossini – Ermione – Titelseite des Librettos, Neapel 1819

## Musiktheater
- 27. März: Die Oper Ermione von Gioachino Rossini mit einem Libretto von Andrea Leone Tottola nach Jean Racines Andromache von 1667 hat ihre Uraufführung am 27. März am Teatro San Carlo in Neapel. Es singen unter anderem Isabella Colbran, Rosmunda Pisaroni und Giovanni David. Trotz der erstrangigen Besetzung wird die Aufführung vom Publikum gleichgültig aufgenommen und das Werk wird zu Rossinis Lebzeiten nicht mehr aufgeführt.
- 04. April: Uraufführung der Oper Zemire und Azor von Louis Spohr in Frankfurt.
- 24. April: Die Oper Eduardo e Cristina von Gioachino Rossini mit einem ursprünglich für eine Oper von Stefano Pavesi geschaffenen Libretto von Giovanni Schmidt, das für Rossini von Andrea Leone Tottola und Gherardo Bevilacqua-Aldobrandini überarbeitet wurde, hat ihre gefeierte Uraufführung am Teatro San Benedetto in Venedig.
- 24. September oder 24. Oktober: Die Oper La donna del lago von Gioachino Rossini hat ihre Uraufführung am Teatro San Carlo in Neapel. Das Libretto verfasste Andrea Leone Tottola nach dem 1810 erschienenen narrativen Gedicht The Lady of the Lake von Walter Scott. Isabella Colbran singt die Titelrolle. Die Premiere ist kein großer Erfolg, doch die späteren Aufführungen werden besser aufgenommen.
- 22. Dezember Uraufführung der Oper Olimpie von Gaspare Spontini in Paris (erste Fassung).
- 26. Dezember: Die Uraufführung der Oper Bianca e Falliero ossia Il consiglio dei tre (Bianca und Falliero oder Der Rat der drei) von Gioachino Rossini findet am Teatro alla Scala di Milano in Mailand statt.
- 26. Dezember: Die Uraufführung der Oper Il falegname di Livonia, ossia Pietro il Grande, kzar della Russie von Gaetano Donizetti auf das Libretto von Gherardo Bevilavqua-Aldobrandini erfolgt im Teatro San Samuele in Venedig.
- 26. Dezember: Uraufführung der Oper Il sacrifizio d’Epito von Michele Carafa in Venedig.
- Uraufführung der Opera buffa Le nozze in villa in zwei Akten von Gaetano Donizetti auf ein Libretto von Bartolomeo Merelli im Teatro vecchio in Mantua.

Weitere Uraufführungen
- Johann Simon Mayr. Alfredo il grande (Oper); Le danaide (Oper)
- Giacomo Meyerbeer: Semiramide riconosciuta (Oper); Emma di Resburgo (Oper)
- Victor Dourlen: Marini ou Le Muet de Venise (Oper)
- Giovanni Pacini: La sposa fedele (Oper); Il falegname di Livonia (Oper)
- Saverio Mercadante: L’apoteosi d’Ercole (Oper)
- Ferdinand Hérold: Les Troqueurs (Oper); L’Amour platonique (Oper)

## Geboren

### Geburtsdatum gesichert
- 12. Januar: Joseph Crèvecoeur, französischer Komponist († 1891)
- 11. Februar: Samuel Parkman Tuckerman, US-amerikanischer Komponist († 1890)
- 27. Februar: Urban Lorenz Kirnberger, deutscher Musikpädagoge, Organist und Komponist († 1892)

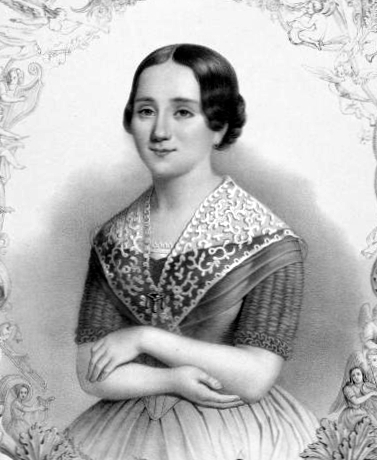
Henriette Nissen-Saloman; * 12. März

- 12. März: Henriette Nissen-Saloman, schwedische Opernsängerin († 1879)
- 19. März: Theodor Stein, russischer Pianist und Musikpädagoge deutscher Herkunft († 1893)
- 11. April: Charles Hallé, Pianist und Dirigent († 1895)
- 16. April: Gustave Chouquet, französischer Musikwissenschaftler († 1886)
- 18. April: Franz von Suppè, österreichischer Komponist und Autor († 1895)
- 05. Mai: Stanisław Moniuszko, polnischer Komponist († 1872)
- 15. Mai: Nicola De Giosa, italienischer Komponist und Dirigent († 1885)
- 18. Mai: Julius Hopp deutscher Komponist, Librettist, Arrangeur und Übersetzer († 1885)
- 20. Juni: Jacques Offenbach, deutsch-französischer Komponist († 1880)
- 26. Juni: Josef Wiedemann, deutscher Orgelbauer († 1868)
- 02. Juli: Charles-Louis Hanon, französischer Pianist und Komponist († 1900)
- 03. Juli: Louis Théodore Gouvy, deutsch-französischer Komponist († 1898)
- 11. Juli: Susan Warner, US-amerikanische Schriftstellerin, Dichterin und Kirchenlieddichterin († 1885)
- 25. Juli: Louis Deffès, französischer Komponist und Musikpädagoge († 1900)
- 26. Juli: Justin Holland, US-amerikanischer Gitarrist, Komponist und Musikpädagoge († 1887)
- 31. Juli: August Ludwig Lua, deutscher Schriftsteller, Lied- und Bühnenautor († 1876)
- 13. September: Clara Schumann, deutsche Pianistin und Komponistin († 1896)
- 15. September: Jules Pasdeloup, französischer Dirigent († 1887)
- 23. September: Johann Rudolf Weber, Schweizer Musikpädagoge und Komponist († 1875)
- 27. September: Callisto Guatelli, italienischer Dirigent, Musikpädagoge und Komponist († 1899)
- 06. November: Jules Rivière, französischer Geiger, Fagottist, Dirigent und Komponist († 1900)
- 01. Dezember: Charles Wugk Sabatier, kanadischer Pianist, Komponist und Musikpädagoge († 1862)
- 22. Dezember: Franz Abt, deutscher Komponist und Kapellmeister († 1885)

### Genaues Geburtsdatum unbekannt
- Anton Leopold Herrmann, rumäniendeutscher Komponist und Kirchenmusiker († 1896)

## Gestorben

### Todesdatum gesichert

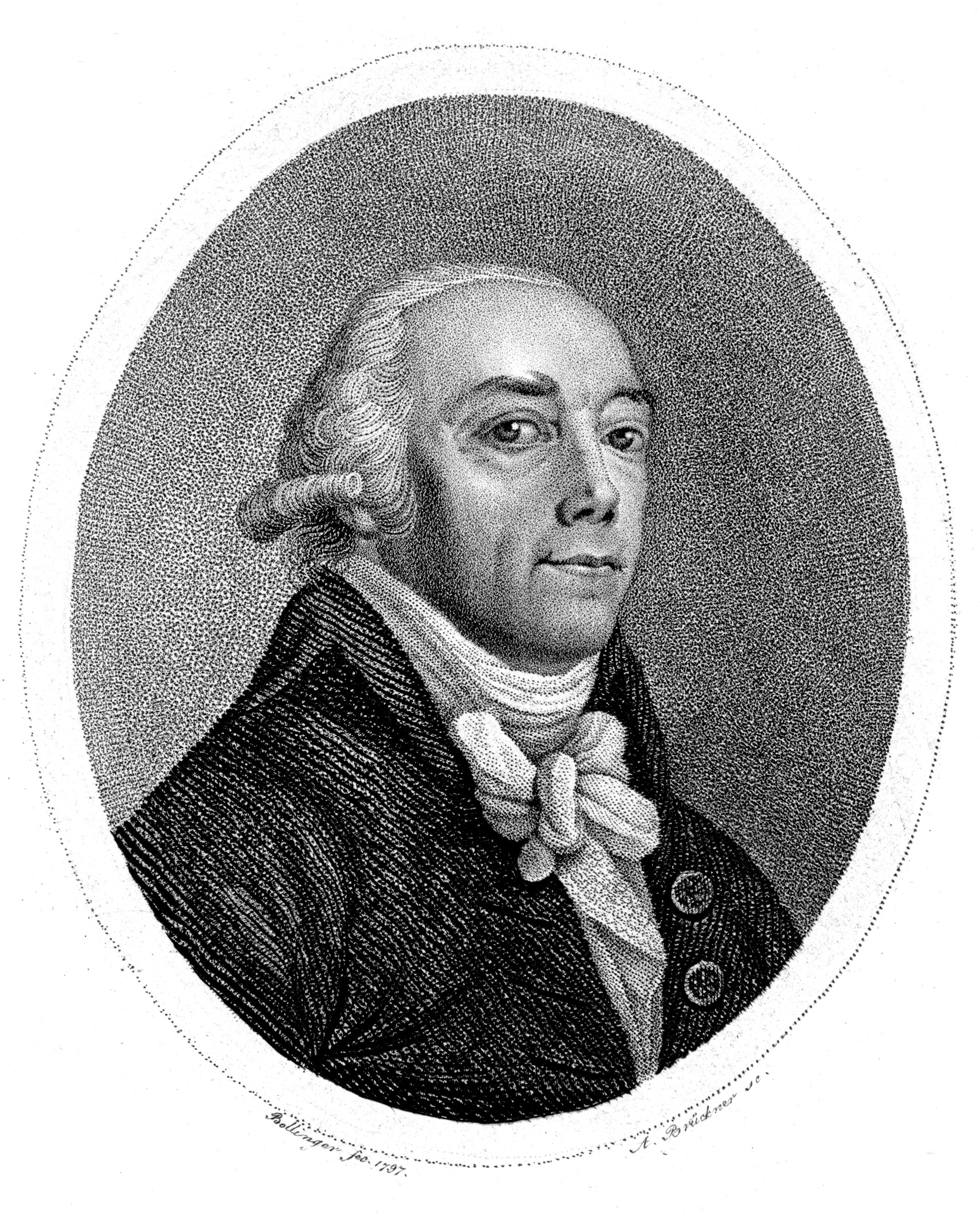
Ernst Ludwig Gerber; † 30. Juni

- 04. Februar: Gaspar Smit, spanischer Komponist und Organist (* 1767)
- 04. März: Anton Overmann I., deutscher Orgelbauer (* 1754)
- 09. März: Johann Evangelist Fuß, ungarisch-österreichischer Komponist (* 1777)
- 00. März: Bernard Viguerie, französischer Musiker und Komponist (* 1761)
- 21. Juni: Jiří Družecký, tschechischer Oboist und Komponist (* 1745)
- 30. Juni: Ernst Ludwig Gerber, deutscher Komponist und Biograph (* 1746)
- 12. September: Johann Evangelist Fuhrmann, Pfarrer und Dechant von Imst sowie Kirchenlieddichter (* 1776)
- 30. September: Nicolas Roze, französischer Musiklehrer und Komponist (* 1745)
- 14. Oktober: Joseph Bergöntzle, Elsässer Kunstschreiner und Orgelbauer (* 1754)
- 27. Oktober: Joseph Carr, US-amerikanischer Musikverleger (* 1739)
- 27. Dezember: Joachim Hess, niederländischer Organist und Musikschriftsteller (* 1732)

### Genaues Todesdatum unbekannt
- Agostino Poli, italienischer Komponist und Kapellmeister (* 1739)